# Mazariegos (Palencia)
Mazariegos ist ein nordspanisches Dorf und Hauptort einer Gemeinde (municipio) mit 202 Einwohnern (Stand: 2024) in der Provinz Palencia in der Autonomen Gemeinschaft Kastilien-León. 

## Lage und Klima
Mazariegos liegt in der Region Tierra de Campos auf der kastilischen Hochebene in einer Höhe von ca. 740 m. Die Provinzhauptstadt Palencia befindet sich mit ihrem Stadtzentrum etwa 16 Kilometer (Fahrtstrecke) ostsüdöstlich.
Das Klima im Winter ist durchaus kalt, im Sommer dagegen warm bis heiß; die eher spärlichen Regenfälle (ca. 470 mm/Jahr) fallen überwiegend im Winterhalbjahr.

## Bevölkerungsentwicklung
| Jahr      | 1970 | 1981 | 1991 | 2001 | 2011 | 2021 |
| Einwohner | 327  | 272  | 278  | 285  | 256  | 217  |

## Sehenswürdigkeiten

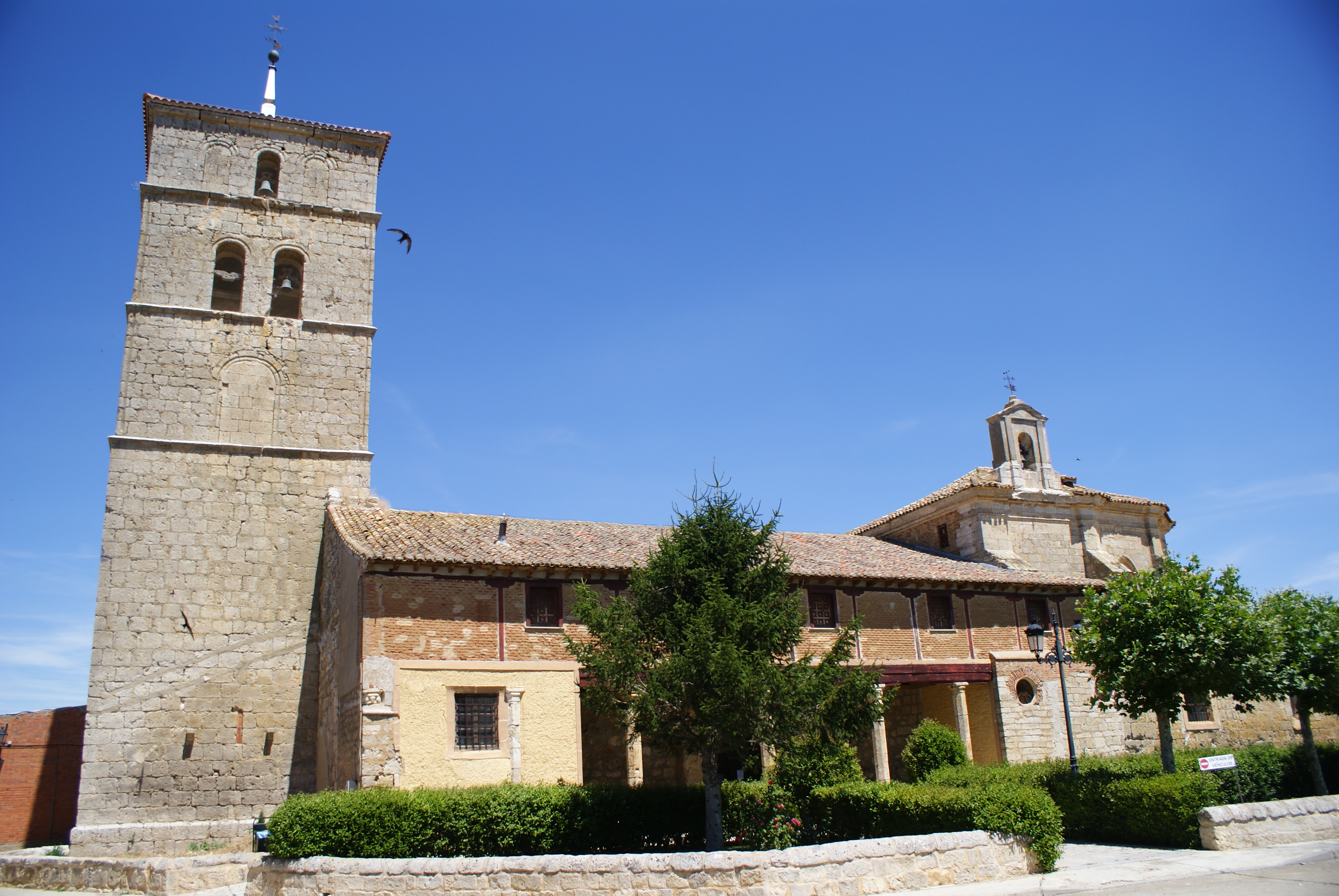
Kirche Mariä Himmelfahrt
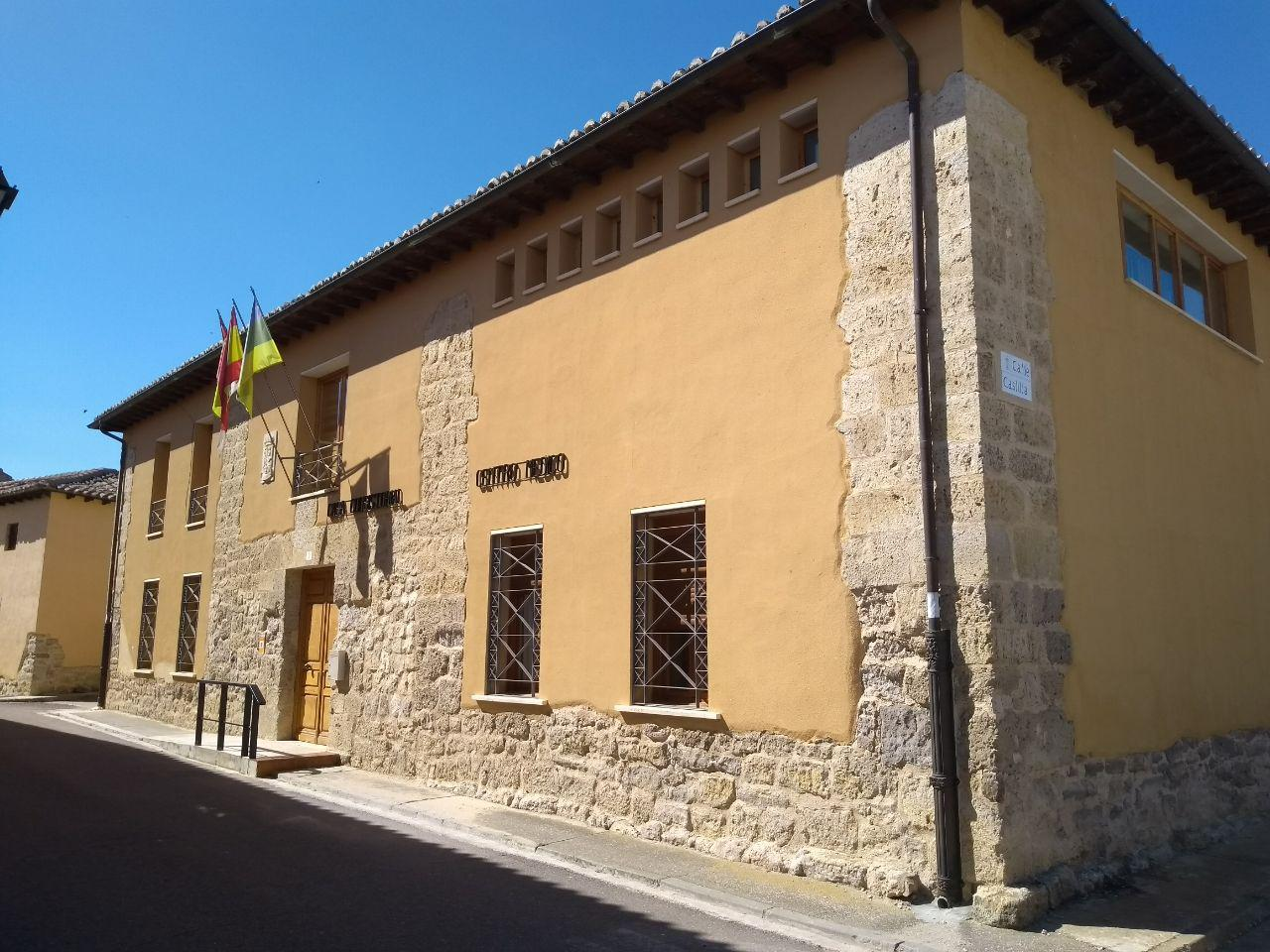
Jakobuskapelle

- Kirche Mariä Himmelfahrt
- Rathaus